# Bruchus
Bruchus is een geslacht van kevers uit de familie bladkevers (Chrysomelidae). De wetenschappelijke naam van het geslacht werd in 1767 gepubliceerd door Carl Linnaeus.

## Soorten
- Bruchus adeps Schauf, 1862
- Bruchus adustus Motschulsky, 1874
- Bruchus aestuosus Motschulsky, 1874
- Bruchus affinis Froelich, 1799
- Bruchus akaensis Decelle, 1960
- Bruchus alberti Pic, 1953
- Bruchus albofasciatus Pic, 1913
- Bruchus albomaculatus Graells, 1858
- Bruchus albonotatus Pic, 1930
- Bruchus albopunctatus Blanchard, 1844
- Bruchus albosuturalis Pic, 1928
- Bruchus altaicus Fåhraeus, 1839
- Bruchus atomarius (Linnaeus, 1761)
- Bruchus atratus Motschulsky, 1874
- Bruchus badeni Pic, 1913
- Bruchus basicornis Pic, 1929
- Bruchus basilewskyi Decelle, 1951
- Bruchus bicoloriventris Pic, 1935
- Bruchus bilineatopygus Pic, 1938
- Bruchus biovalis Mars, 1888
- Bruchus bohemani Hochhut, 1847
- Bruchus brachialis Fåhraeus, 1839
- Bruchus brachypygus Fairmaire, 1902
- Bruchus brevelineatus Pic, 1928
- Bruchus brevevittatus Pic, 1942
- Bruchus brisouti Kraatz, 1868
- Bruchus caeruleus Champion, 1919
- Bruchus caffer Fåhraeus, 1871
- Bruchus calamitosus Motschulsky, 1874
- Bruchus calcaratus Wollaston, 1867
- Bruchus campanulatus Motschulsky, 1874
- Bruchus canariensis Decelle, 1975
- Bruchus canescens Motschulsky, 1874
- Bruchus carinatipes Pic, 1924
- Bruchus celebensis Pic, 1922
- Bruchus cherensis Pic, 1939
- Bruchus cicatricosus Fåhraeus, 1839
- Bruchus congoanus Pic, 1953
- Bruchus corallipes Motschulsky, 1874
- Bruchus crenatus Thunberg, 1791
- Bruchus cretaceus Pic, 1928
- Bruchus dauanus Pic, 1933
- Bruchus dentipes (Baudi, 1886)
- Bruchus devexus Fåhraeus, 1839
- Bruchus diagosensis Pic, 1913
- Bruchus difformis Oliver, 1790
- Bruchus dilaticornis Pic, 1914
- Bruchus diversedenudatus Pic, 1941

- Bruchus diversicolor Pic, 1913
- Bruchus diversicornis Motschulsky, 1874
- Bruchus diversipes Lea, 1899
- Bruchus ealensis Decelle, 1951
- Bruchus ecalcaratus (Daniel, 1908)
- Bruchus elnariensis Pic, 1931
- Bruchus emarginatus Allard, 1868
- Bruchus ervi Frolich, 1799
- Bruchus fetsaou Boisduval, 1869
- Bruchus flavicornis Fabricius, 1792
- Bruchus flavipes Fabricius, 1801
- Bruchus garambaensis Decelle, 1960
- Bruchus gibbosus Olivier, 1790
- Bruchus glaucus Motschulsky, 1874
- Bruchus grandemaculatus Pic, 1933
- Bruchus griseomaculatus Gyllenhaal, 1833
- Bruchus haddeni Pic, 1934
- Bruchus hamatus Miller, 1881
- Bruchus hierroensis Decelle, 1979
- Bruchus hinnulus Fåhraeus, 1871
- Bruchus impubens Pic, 1927
- Bruchus inconditus Fåhraeus, 1839
- Bruchus incurvatus Motschulsky, 1874
- Bruchus ineaci Decelle, 1951
- Bruchus innocuus Fåhraeus, 1871
- Bruchus insitivus Motschulsky, 1874
- Bruchus kashmiricus Pic, 1929
- Bruchus latealbus Pic, 1926
- Bruchus laticollis Boheman, 1833
- Bruchus latiusculus Motschulsky, 1874
- Bruchus lentis Frolich, 1799
- Bruchus leonensis Pic, 1913
- Bruchus libanensis Zampetti, 1993
- Bruchus lineolatus Motschulsky, 1874
- Bruchus longicornis Thunberg, 1816
- Bruchus loti Paykull, 1800
- Bruchus lubricus Gyllenhaal, 1839
- Bruchus ludicrus Gyllenhaal, 1833
- Bruchus lugubris Fåhraeus, 1839
- Bruchus lusingaensis Decelle, 1960
- Bruchus luteicornis Illiger, 1794
- Bruchus luteolus Boheman, 1829
- Bruchus lyndhurstensis Blackburn, 1900
- Bruchus mabwensis Decelle, 1960
- Bruchus maculaticollis Pic, 1930
- Bruchus maculatipes Pic, 1927
- Bruchus maculosus Motschulsky, 1874
- Bruchus madecassus Pic, 1929

- Bruchus maestus Lea, 1899
- Bruchus majunganus Pic, 1913
- Bruchus mandchuricus Pic, 1906
- Bruchus martini Pic, 1902
- Bruchus matherani Pic, 1913
- Bruchus melanops Chevrolat, 1877
- Bruchus metallicus Pic, 1954
- Bruchus michaelsoni Pic, 1918
- Bruchus millingeni Pic, 1900
- Bruchus mirabilicollis Khnzorian, 1964
- Bruchus muatus (Harold, 1878)
- Bruchus mulkaki Lukjanovitsch & Ter-Minassian, 1957
- Bruchus multinotatus Pic, 1902
- Bruchus multiplicatus Pic, 1928
- Bruchus multivariegatus Pic, 1953
- Bruchus nambiraensis Decelle, 1960
- Bruchus nelumbii Boisduval, 1869
- Bruchus nesapius Fåhraeus, 1839
- Bruchus nigritarsis Fairmaire, 1899
- Bruchus nigrosinuatus Allibert, 1847
- Bruchus niveoguttatus Motschulsky, 1874
- Bruchus niveus Motschulsky, 1874
- Bruchus ocananus Pic, 1954
- Bruchus ochraceosignatus (Heyden, 1894)
- Bruchus ochraceus (Baudi, 1886)
- Bruchus oodnadattae Blackburn, 1900
- Bruchus ovalis Blanchard, 1844
- Bruchus pachycerus Motschulsky, 1874
- Bruchus pavlovskii Lukjanovitsch & Ter-Minassian, 1954
- Bruchus perezi Kraatz, 1868
- Bruchus petechialis Gyllenhaal, 1833
- Bruchus pinetorum Motschulsky, 1874
- Bruchus pisorum Linnaeus, 1758 (Erwtenkever)
- Bruchus postremus Gebler, 1839
- Bruchus probator Motschulsky, 1874
- Bruchus punctatus Fabricius, 1801
- Bruchus pyrrhoceras Fåhraeus, 1839
- Bruchus quadriguttatus Boheman, 1829
- Bruchus quadrisignatus Fåhraeus, 1871
- Bruchus quornensis Blackburn, 1900
- Bruchus republicanus Jekel, 1855
- Bruchus rodingeri Pic, 1954
- Bruchus rotroui Pic, 1934
- Bruchus rouyeri Pic, 1927
- Bruchus ruandaensis
- Bruchus rubens Boheman, 1833
- Bruchus rubicundus Fåhraeus, 1839
- Bruchus rubricollis Pic, 1903

- Bruchus rubrimanus Motschulsky, 1874
- Bruchus rufimanus  (Bonenkever)
- Bruchus rufipes Herbst, 1783
- Bruchus rufopubens Fairmaire, 1902
- Bruchus rufopygialis Motschulsky, 1874
- Bruchus rugicollis Motschulsky, 1874
- Bruchus rugulosus Pic, 1922
- Bruchus ruthenicus Becker, 1892
- Bruchus saegeri Decelle, 1960
- Bruchus sakeensis Pic, 1953
- Bruchus schroderi Pic, 1930
- Bruchus semicalvus Lea, 1899
- Bruchus semigriseus (Motschulsky, 1874)
- Bruchus senensis Pic, 1923
- Bruchus septentrionalis Motschulsky, 1874
- Bruchus sesbaniae Decelle, 1958
- Bruchus sibiricus Germar, 1824
- Bruchus signaticornis Gyllenhaal, 1833
- Bruchus sparsomaculatus Pic, 1913
- Bruchus striatus Fairmaire, 1902
- Bruchus subarmatus Gyllenhaal, 1833
- Bruchus subcaeruleus Pic, 1902
- Bruchus subcallosus Pic, 1942
- Bruchus subconvexus Pic, 1952
- Bruchus subdentatus Rey, 1893
- Bruchus subsignatus Boheman, 1833
- Bruchus tanaensis Pic, 1921
- Bruchus tardus Motschulsky, 1874
- Bruchus tessellatus Mulsant & Rey, 1858
- Bruchus testaceimembris Pic, 1927
- Bruchus testaceus Olivier, 1790
- Bruchus tetragonus (Baudi, 1886)
- Bruchus tibiellus Gyllenhaal, 1833
- Bruchus titschacki Pic, 1954
- Bruchus transeversoguttatus Motschulsky, 1874
- Bruchus trimaculatus Fabricius, 1798
- Bruchus tristiculus Fåhraeus, 1839
- Bruchus tristis Boheman, 1833
- Bruchus tsinensis Pic, 1923
- Bruchus turneri Pic, 1929
- Bruchus ulicis Mulsant & Rey, 1858
- Bruchus vadoni Pic, 1942
- Bruchus venustulus Motschulsky, 1874
- Bruchus venustus Fåhraeus, 1839
- Bruchus versicolor Boheman, 1833
- Bruchus viciae Olivier, 1795